# SSC Hochdahl
Der Schwimm- und Sportclub Hochdahl ist ein Sportverein aus Erkrath-Hochdahl (Nordrhein-Westfalen). Es bestehen Abteilungen in den Sportarten Schwimmen, Triathlon und Floorball (Unihockey). Die Floorball-Herrenmannschaft des Vereins wurde 2006 und 2015 deutscher Meister und 2009 bis 2011 deutscher Vizemeister auf dem Kleinfeld.
Im Mai 2015 fusionierte der Verein mit dem TSV Hochdahl, wobei sich der neue Verein ebenfalls TSV Hochdahl nennt.

## Floorball
Die Floorballmannschaft hat ihre Ursprünge in den Anfangszeiten des Floorballs in Deutschland. Den ersten Erfolg auf nationaler Ebene wurde 2006 erzielt, als der SSC die deutsche Kleinfeld-Meisterschaft vor dem SKG Frankfurt gewinnen konnte. 2009 und 2010 erreichte das Team jeweils das Finale, musste sich hier aber dem SSF Bonn 1905 bzw. dem TSV Berkersheim geschlagen geben. Am Großfeld-Spielbetrieb nimmt der SSC Hochdahl seit der Saison 2010/2011 ebenfalls teil.